# Picasa
Picasa war eine Bilderverwaltungssoftware des US-amerikanischen Unternehmens Google Inc. Die Software ermöglichte es auch, die Bilder auf den Unternehmensseiten im Internet Dritten zu präsentieren. Hierbei mussten die Schutzrechte an den Bildern jedoch an das Unternehmen übertragen werden.

## Geschichte/Einstellung
Das Programm wurde ursprünglich von der US-amerikanischen Firma LifeScape entwickelt und als Shareware verbreitet. Im Juli 2004 kaufte Google Inc. die Firma vom US-amerikanischen Unternehmen Idealab und bot die Software seither kostenlos an.
Am 12. Februar 2016 gab Google bekannt, dass der Support und die Weiterentwicklung der Software zum 15. März 2016 eingestellt wird. Die Picasa-Webalben wurden zum 1. Mai 2016 zugunsten von Google Fotos eingestellt.
Am 26. März 2018 gab Google bekannt, dass auch der Upload von Picasa zu Google Photos eingestellt wurde.

## Software
Picasa war eine Bildarchivierungs- und -verwaltungssoftware. Die Bilder ließen sich nicht nur in Ordnern, sondern auch in sogenannten Alben organisieren. Diese Alben erlaubten eine thematische Sortierung der Bilder und entsprachen virtuellen Ordnern. Neben den Verwaltungsfunktionen bot Picasa auch Bildbearbeitungssoftware-Funktionen, wie zum Beispiel Skalierung, Filter oder die Reduzierung des Rote-Augen-Effektes.
Picasa veränderte bei der Bildverwaltung nicht das Bild selbst, sondern die Metadaten, und das sogar trotz eventuell gesetztem Schreibschutz. So wurden in Picasa angegebene Daten wie Tags mit in die originale Bilddatei (in die IPTC-Metadaten) geschrieben. Bei Bildbearbeitungen veränderte Picasa die originale Bilddatei allerdings nicht, sondern machte nur eine Kopie davon, während es die Quelle im Verzeichnis des Originals aufbewahrte. Damit verhinderte das Programm zum einen Qualitätsverluste durch mehrmaliges Neukomprimieren der Fotos, vor allem blieben so aber die Originale unverändert erhalten, wodurch Bearbeitungen jederzeit rückgängig gemacht werden konnten. Dieses Konzept benutzten ebenso professionelle Foto- und Filmbearbeitungsprogramme. Für das Weiterbearbeiten und Weiterversenden stand eine Exportfunktion zur Verfügung, und es gab eine schnelle Möglichkeit, das angezeigte Bild im aktuellen Bearbeitungszustand unter einer fortlaufenden Nummer, die an den Originaldateinamen angehängt wird, zu exportieren.
Die Software stellte auch einen eigenen Import-Dialog zur Verfügung. Dieser importierte Fotos von einer Speicherkarte auf die Festplatte oder einen anderen Datenträger. Außerdem bot er eine Duplikatserkennung, automatisches Löschen von der Speicherkarte und sofortiges Hochladen zu den Picasa-Webalben.
An Bildbearbeitungsfunktionen standen unter anderem Zuschneiden, Ausrichten, Rote-Augen-Entfernung, automatische Korrektur für Kontrast und Farbe und Retuschieren bereit. Zahlreiche Filter konnten auf die Fotos angewendet werden. Die Veränderungen konnten mit einer Vorher-Nachher-Ansicht begutachtet werden. Die Änderungen konnten jederzeit rückgängig gemacht werden, da die Originaldateien bei diesen Bearbeitungen nicht verändert wurden.
Die Unterstützung für Mac-OS-X-Systeme basierte nicht auf nativen Versionen, sondern wurde stattdessen mittels der Kompatibilitätsschicht Wine realisiert, die dadurch umfangreiche Unterstützung in Form von hunderten von Patches durch Google erfuhr. Eine Linuxversion war 2006 ebenfalls auf diese Art realisiert worden. Ihre Weiterentwicklung wurde jedoch im April 2012 eingestellt.
Google erweiterte Picasa ab Version 3.5 um Gesichtserkennung und – in Verbindung mit Google Earth – Geotagging. Picasa fand Gesichter automatisch und gruppierte sie zu Aufnahmen derselben Person. Diesen konnte der Anwender anschließend Namen zuweisen und sie somit in der Rubrik „People“ ablegen. Als zweite Neuerung integrierte Picasa Google Maps und konnte damit Fotos mit Geoinformationen versehen. Picasa unterstützte die Rohdatenformate vieler moderner Digitalkameras.

## Picasa-Webalben
Picasa-Webalben waren ein Web-2.0-Dienst, der (ähnlich wie Flickr) für die Erstellung von Online-Fotoalben gedacht war. Picasa-Webalben wurden seit 2006 als Webservice betrieben, dessen Programmierschnittstelle jedem offen zur Verfügung stand, so dass Softwareentwickler für ihre eigene Software auf die bereitgestellten Funktionen und Inhalte zugreifen konnten. Zudem gab es die von Google bereitgestellten Dienstprogramme zum Hochladen von Bildern, die unter Windows und Mac OS X unterstützt wurden, jedoch nicht als freie Software zur Verfügung standen.
Nach einer Testphase war ein Benutzerkonto für Google Mail Voraussetzung, um ein Benutzerkonto für Picasa-Webalben beantragen zu können. Später konnte man Picasa Web Albums direkt nach Beantragung eines Benutzerkontos verwenden.
Google bot folgende Möglichkeiten an, die Bilder hochzuladen (Stand Februar 2008):
- Picasa, Bildverwaltungssoftware für Windows und OS X
- ein ActiveX-Control für den Microsoft Internet Explorer
- ein Webformular, mit dem man bis zu fünf Bilder auf einmal hochladen kann
- ein Erweiterungsmodul für iPhoto
- eine Hochladefunktion auf Android-Smartphones
- eine E-Mail mit Bildern als Anhang an username."geheimes Wort"@picasaweb.com
- ein spezielles Dienstprogramm für Mac OS X
- selbstentwickelte Software, die das Picasa Web Albums Data API verwendet.[8]

Ohne vorab die Nutzer zu informieren, integrierte Google 2013 die Picasa Webalben in sein soziales Netzwerk Google+. Nutzer, die versuchten, ihr Picasa-Webalbum aufzurufen, wurden automatisch zu Google+ weitergeleitet.

### Unternehmensrechte an Bildern
Anfangs holte sich der Anbieter über die Nutzungsvereinbarung die Erlaubnis, mit den hochgeladenen Bildern Dienste von Google zu vermarkten, der genaue Text dazu lautete:

“By submitting, posting or displaying the content you give Google a perpetual, irrevocable, worldwide, royalty-free, and non-exclusive licence to reproduce, adapt, modify, translate, publish, publicly perform, publicly display and distribute any Content which you submit, post or display on or through, the Services. This licence is for the sole purpose of enabling Google to display, distribute and promote the Services and may be revoked for certain Services as defined in the Additional Terms of those Services.”

Seit 2010 verpflichtete sich Google, die eingeräumten Nutzungsrechte nur zwecks Bereitstellung des Picasa-Dienstes zu verwenden:

„Google beansprucht keine Inhaberschaft an den Inhalten, die Sie in Ihr Picasa-Konto hochladen, übertragen oder speichern, eingeschlossen Text, Daten, Informationen, Bilder, Fotos, Musik, Audio, Video oder sonstiges Material. Wir werden Ihre Inhalte für keinerlei Zwecke verwenden, außer zur Bereitstellung dieses Service.“

In dem Lizenzabkommen der Picasa-3-Installation stand jedoch weiterhin (Stand Februar 2014):

„11. Von Ihnen gewährte Lizenz für Inhalte
11.1 Ihre Urheberrechte sowie alle anderen Rechte, die Sie bezüglich der von Ihnen in den oder über die Services übermittelten, eingestellten oder dargestellten Inhalte innehaben, verbleiben bei Ihnen. Durch Übermittlung, Einstellung oder Darstellung der Inhalte gewähren Sie Google eine dauerhafte, unwiderrufliche, weltweite, kostenlose und nicht exklusive Lizenz zur Reproduktion, Anpassung, Modifikation, Übersetzung, Veröffentlichung, öffentlichen Wiedergabe oder öffentlichen Zugänglichmachung und Verbreitung der von Ihnen in oder durch die Services übermittelten, eingestellten oder dargestellten Inhalte. Diese Lizenz dient ausschließlich dem Zweck, Google in die Lage zu versetzen, die Services darzustellen, zu verbreiten und zu bewerben; sie kann für bestimmte Services, wie in den Zusatzbedingungen für die entsprechenden Services festgelegt, widerrufen werden.
11.2 Sie stimmen zu, dass diese Lizenz Google auch das Recht einräumt, entsprechende Inhalte anderen Gesellschaften, Organisationen oder Personen, mit denen Google vertragliche Beziehungen über die gemeinsame Erbringung von Diensten unterhält, zugänglich zu machen und die Inhalte im Zusammenhang mit der Erbringung entsprechender Dienste zu nutzen.“

Bis zu 1 GB standen jedem Nutzer von Picasa-Webalben gratis zur Verfügung; weiterer Speicherplatz konnte über kostenpflichtige Angebote hinzugefügt werden. Nutzer von Google+ erhielten bei Picasa-Webalben unbegrenzten Speicherplatz. Das galt, wenn die einzelnen Fotodateien eine maximale Größe von jeweils 2048 × 2048 Pixeln hatten.